# Teleborg

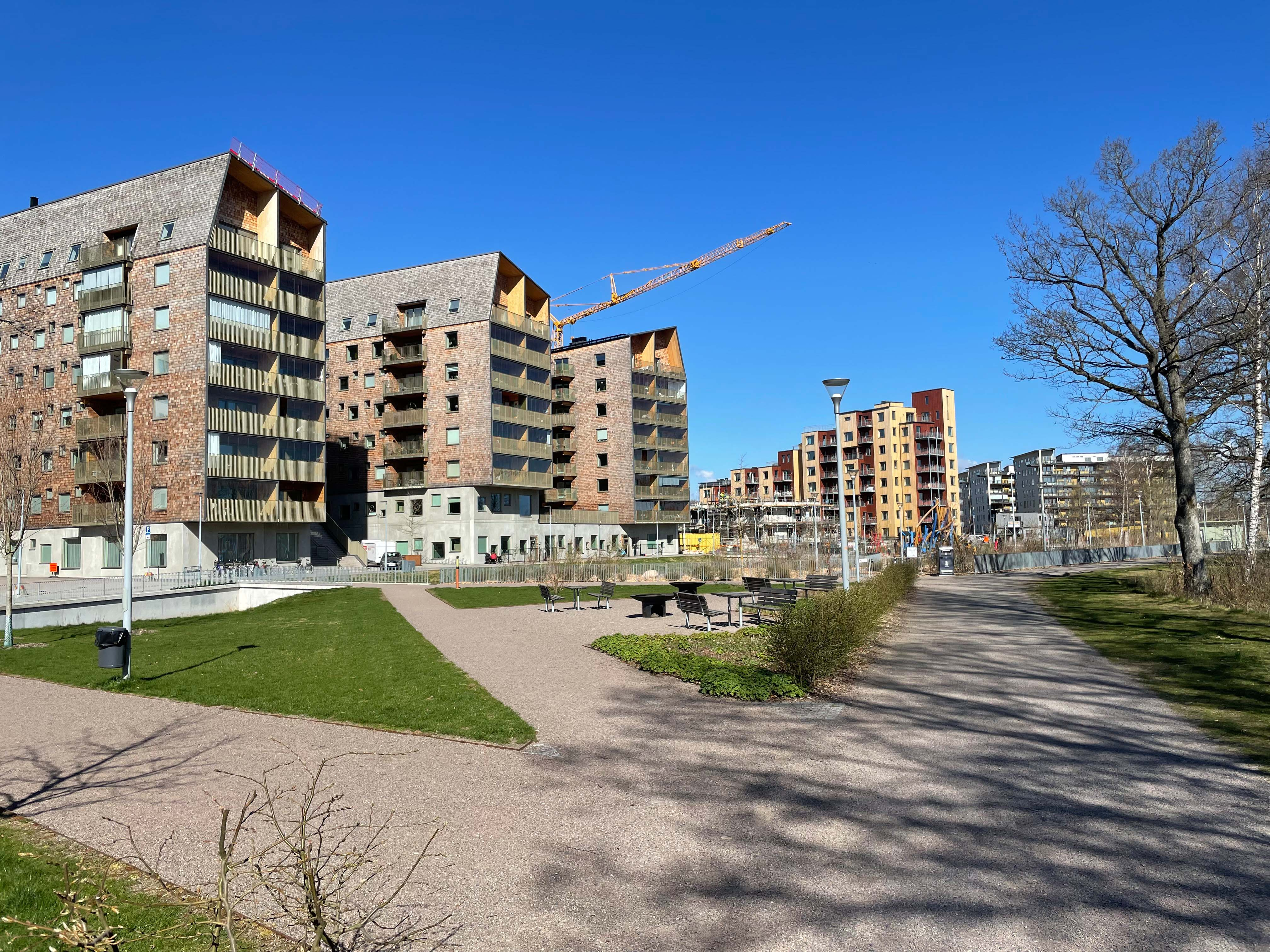
Bostadshus byggda i början av 2020-talet vid Geometriparken utmed Trummens strand.

Teleborg är en stadsdel i södra delen av Växjö tätort i Växjö kommun i Kronobergs län. 
Teleborg är med sina 10 921 invånare (2008) Växjös största stadsdel. Den växte fram främst under 1970-talet, men fortsätter att expandera, speciellt efter att högskolan år 1999 blev utnämnt till universitet. Universitet hette först Växjö universitet, men bildar numera Linnéuniversitetet tillsammans med det som tidigare var Högskolan i Kalmar. Universitetet har utbytesstudenter från alla världsdelar.
Omkring Teleborgs centrum finns en högstadieskola, ett köpcentrum, Teleborgshallen, Teleborgs kyrka, vårdcentral och ett apotek. Teleborg är beläget ca 4 km från Växjö centrum.
Längs Södra Bergundasjön ligger flera soldattorp, som idag används av konstnärer och av frilufts- och föreningsliv. Ett exempel finns att se vid fotbollsplanen Torparängen. Några av Teleborgs gator har namngivits efter soldatnamnen, bland annat Raskens väg, Kulas väg och Jarlens väg.
Vattentornet i Teleborg från 1974 kallas ibland "Ekotemplet" eftersom ett kraftigt eko skapas under tornet. Ekot beror på att tornet har en konkav reservoarbotten som ger utrymmet under själva reservoaren ett konvext tak och detta skapar den exceptionella ekoeffekten. Man kan räkna antalet gånger ljudet ekar till över ett tjugotal. Tornet har blivit en känd attraktion. 
I området ligger även Teleborgs naturreservat som är skyddat sedan 1990 och omfattar 83 hektar. Här finns omväxlande odlingslandskap med öppna fält och artrika hagmarker. Reservatet är beläget i stadsdelen Teleborgs östra delar kring vattentornet och sluttningarna mot bebyggelsen i norr och Skirviken i sjön Trummen i öster. Vid sjön ligger Teleborgs slott, Linnéuniversitetet, S:t Sigfrids sjukhus och Sandviksverket.

## Bildgalleri

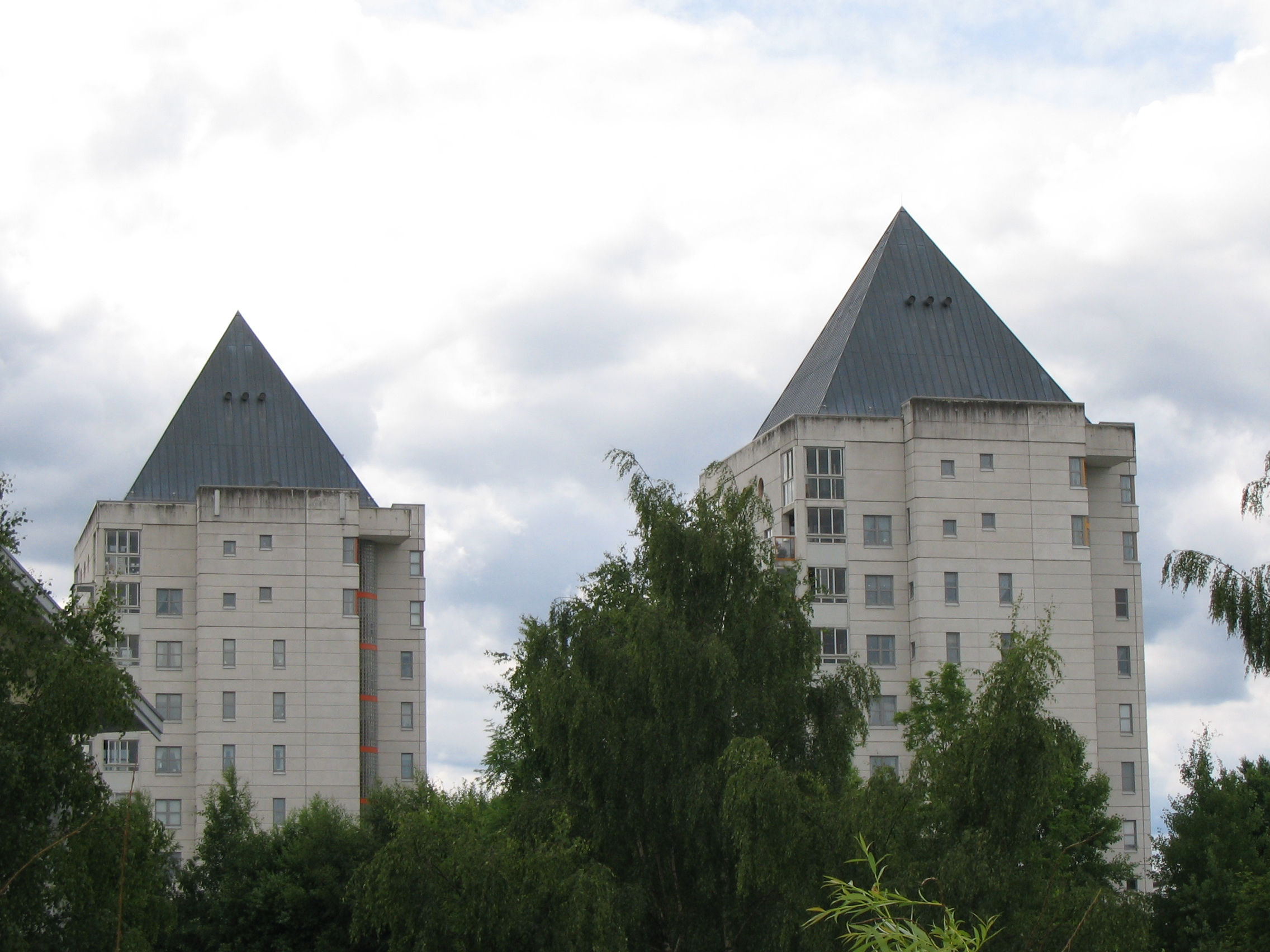
Flerfamiljshus på Teleborg
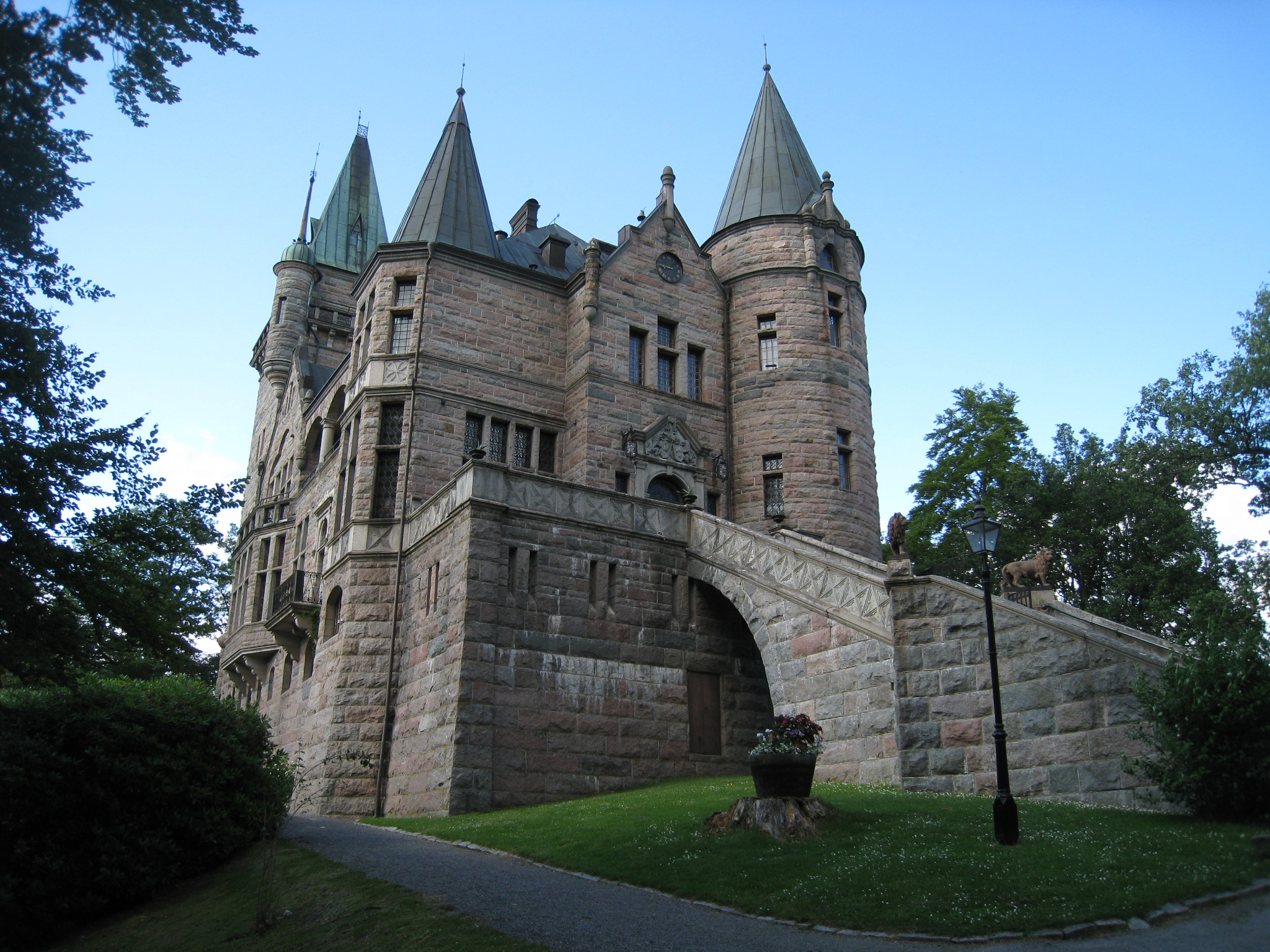
Teleborgs slott
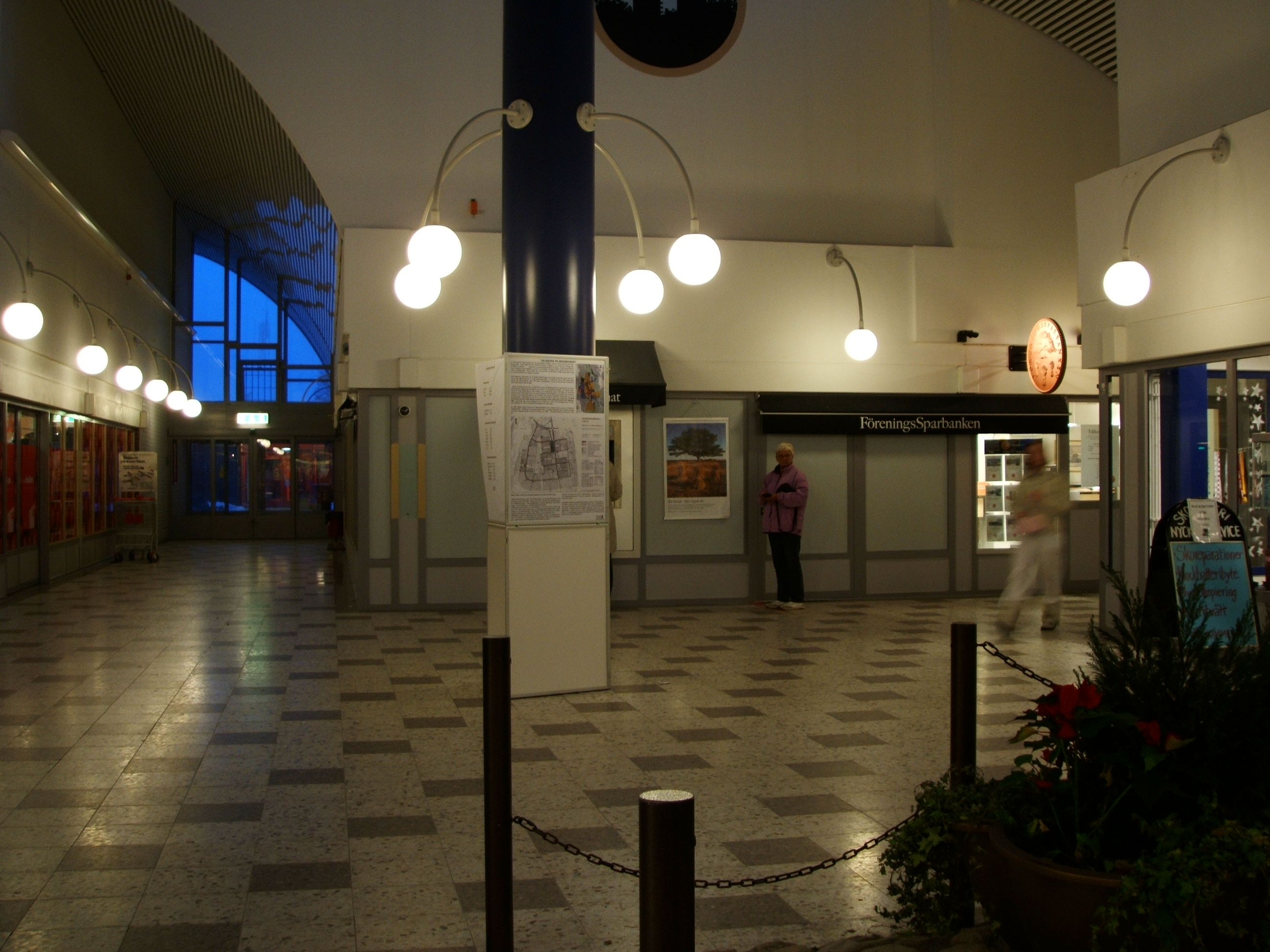
Teleborgs Centrum, som det såg ut 2006
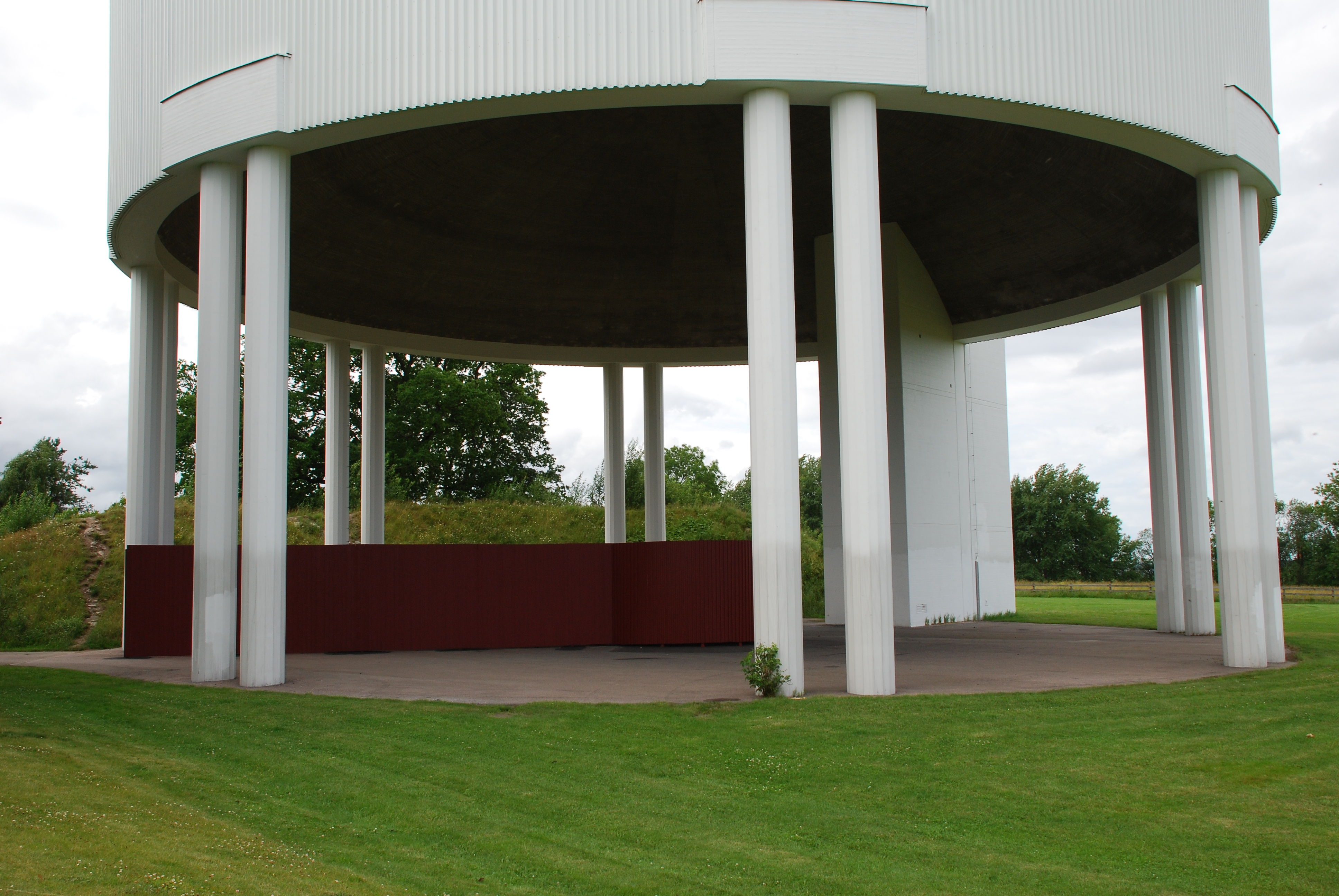
Vattentornet i Teleborg.